# Ischnopteris catocalata
Ischnopteris catocalata là một loài bướm đêm trong họ Geometridae.